# Карпинето Романо
Карпинето Романо (итал. Carpineto Romano) је насеље у Италији у округу Рим, региону Лацио.
Према процени из 2011. у насељу је живело 4483 становника. Насеље се налази на надморској висини од 550 м.

## Становништво
| 1936. | 1951. | 1961. | 1971. | 1981. | 1991. | 2001. | 2011. |
| ----- | ----- | ----- | ----- | ----- | ----- | ----- | ----- |
| 5.706 | 6.285 | 5.614 | 5.220 | 5.259 | 5.189 | 4.936 | 4.649 |